# Wa (rivière)
La Wa ou Lam Wa (en thaï : ลำน้ำว้า), est un cours d'eau des hautes terres de Thaïlande.

## Géographie
Affluent du fleuve Nan, elle prend sa source au Doi Phi Pan Nam (en) dans la chaîne de Luang Prabang. Elle rejoint la Nan près de Wiang Sa dans le district de Wiang Sa en province de Nan.
Il s'agit d'un cours d'eau populaire pour le rafting. 